# Linz Hauptbahnhof
Linz Hauptbahnhof (česky Linec hlavní nádraží) je hlavní železniční stanice v Linci, třetím největším městě Rakouska a hlavním městě spolkové země Horní Rakousy.
Nádraží bylo otevřeno v roce 1858 a je středobodem linecké městské hromadné dopravy. Jeho vlastníkem jsou Rakouské spolkové dráhy. Kromě vlaků dopravce ÖBB-Personenverkehr zde jezdí také vlaky společnosti Linzer Lokalbahn (LILO).
Denně stanici využije více než 30 tisíc cestujících, což ji řadí mezi nejrušnější rakouská nádraží. Nachází se na Nádražním náměstí (Bahnhofsplatz) na jižním okraji centra.

## Historie

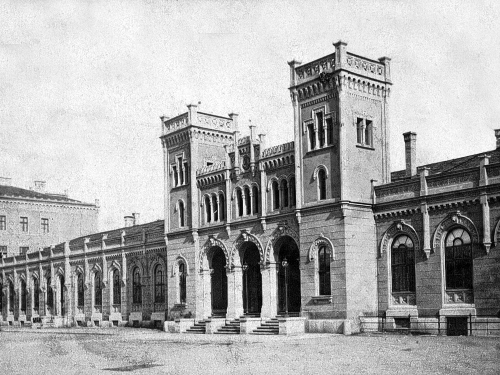
původní staniční budova

První nádražní budova byla dokončena spolu se zprovozněním trati z Vídně v roce 1858. V souvislosti s tím, že Linec byl nejbližším velkým městem od rodiště Adolfa Hitlera, bylo nádraží v roce 1936 přestaveno v duchu modernismu, vyznačujícím se železobetonovými rámy, vysokými stropy a podlouhlými okny. Během druhé světové války však byla budova poničena spojeneckými nálety, a proto byla následně v letech 1949–1955 znovu přestavena.
Na přelomu tisíciletí staniční budova přestala stačit potřebám cestujících, a tak bylo rozhodnuto o jejím nahrazení budovou novou. Ta byla postavena v letech 2002–2004 podle návrhu architekta Wilhelma Holzbauera.

## Staniční budova

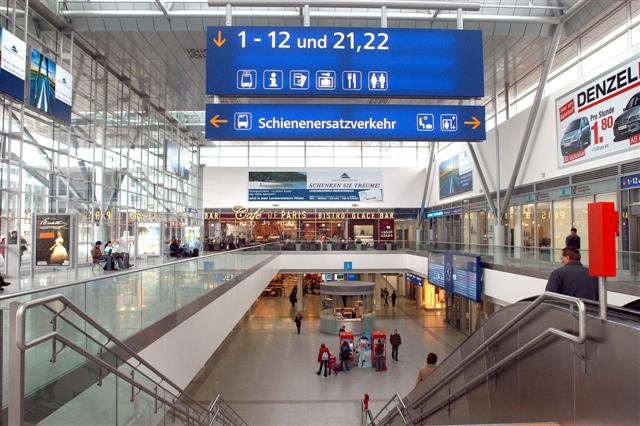
hlavní část současné odbavovací haly

Současná staniční budova se skládá ze tří pater. Hlavní vchod je v přízemí, vedle něj se nachází stanoviště taxislužby a autobusový terminál. Ten je využíván Postbusy a některými autobusovými a trolejbusovými linkami provozovanými společností Linz Linien. Zajíždí sem také regionální autobusy společnosti Welser, které spojují Linec se sousedními městy Traun a Ansfelden.
Vlaková nástupiště jsou přístupná z prostředního patra staniční budovy. Vedle osobních pokladen, informací a čekárny jsou zde nejrůznější obchody a restaurace. V suterénu se pak nacházejí garáže a zastávky tramvají.
Díky krátkým přestupním vzdálenostem, velkým rozměrům a světlému prostředí budova v minulosti získala celkem 8× (v letech 2005–2011 a 2014) ocenění Dopravního klubu Rakousko (Verkehrsclub Österreich) za nejoblíbenější a nejkrásnější nádraží v zemi.

## Nástupní hrany a nástupiště

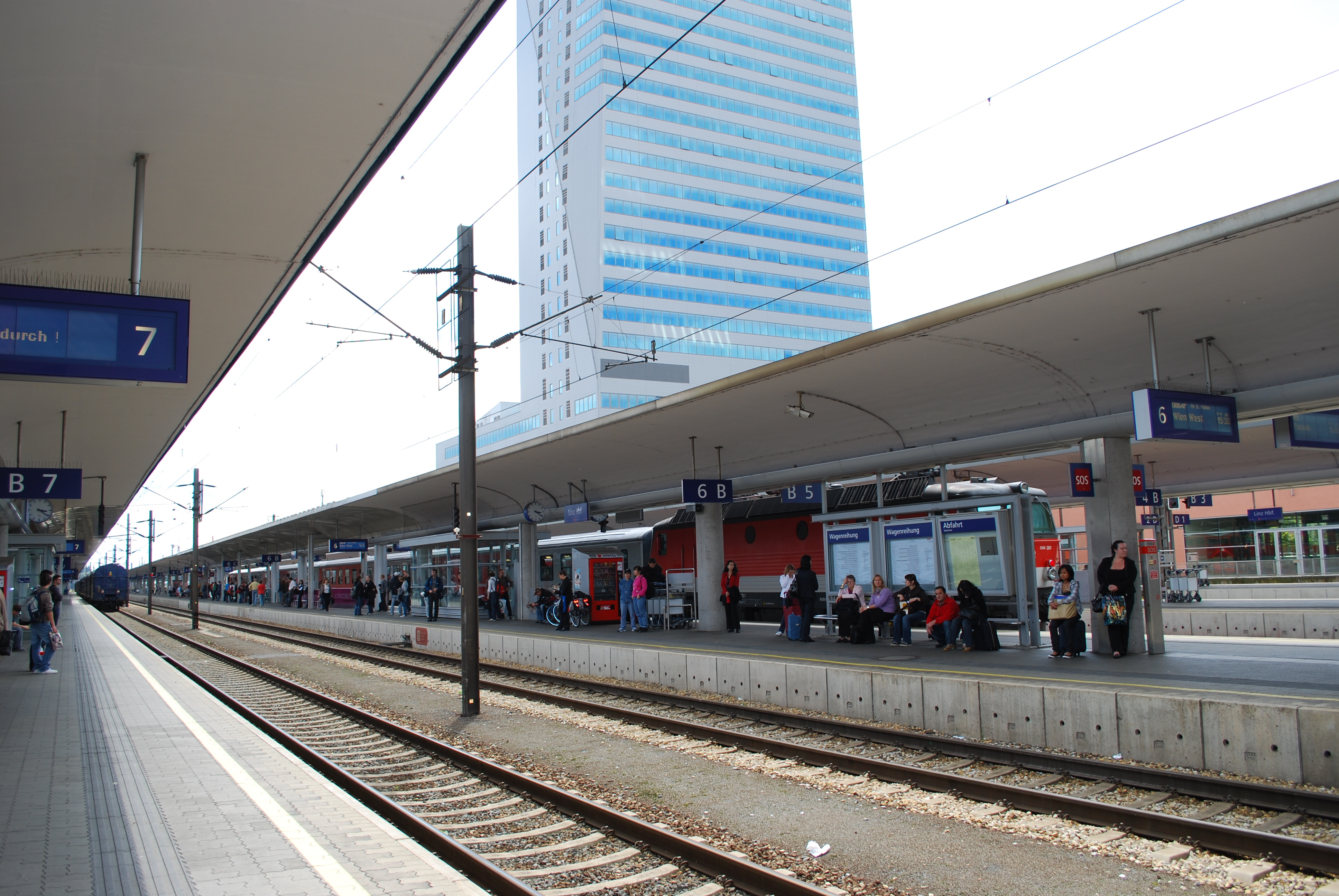
celkový pohled na nástupiště

Linecké hlavní nádraží má celkem 14 nástupních hran, pro cestující označených jako koleje. Ty s číslem 1 a 21 jsou určeny pro vlaky společnosti Linzer Lokalbahn.
Nástupiště mají nejnovější design, který odpovídá požadavkům ÖBB Bahnhofsoffensive. Všechny jsou přístupné bezbariérově, buď výtahy nebo eskalátory. Koleje 21 a 22 mají v budoucnu sloužit pro lineckou S-Bahn, nicméně ta je zatím pouze ve fázi plánů.

## Ostatní doprava

### Tramvaje
Dříve bylo hlavní nádraží obsluhováno pouze tramvají linky 3. Linky 1 a 2 vedly po Vídeňské ulici (Wienerstraße), která se nachází poblíž. V roce 2004 byla tramvajová trať přemístěna do podzemí mezi Goetheho křižovatku (Goethekreuzung) a kostel Nejsvětějšího Srdce Ježíšova (Herz Jesu Kirche). Díky této přeložce se linky 1 a 2 nyní připojují k lince 3 právě na hlavním nádraží, kterému je tak zajištěna lepší tramvajová obslužnost. Původní trať byla do roku 2009 odstraněna a nezůstalo z ní vůbec nic.

### Autobusy
V roce 2004 byl východně od nádraží postaven autobusový terminál, skládající se ze tří dlouhých nástupišť. U nich zastavují autobusy dopravců Linz AG Linien, Postbus a Wilhelm Welser Traun. Celkově je terminál 200 metrů dlouhý a 50 metrů široký.